# Heartbreakers (Tangerine Dream)
Heartbreakers è un album in studio del gruppo musicale tedesco Tangerine Dream, pubblicato nel 1985.
Il lavoro è la colonna sonora del film Una storia a Los Angeles, diretto da Bobby Roth e interpretato da Peter Coyote e Nick Mancuso.

## Lista delle tracce
1. Heartbreakers - 2:30
2. Footbridge to Heaven - 3:00
3. Twilight Painter - 4:12
4. Gemini - 3:28
5. Rain in N.Y. City - 3:23
6. Pastime - 3:00
7. The Loser - 3:17
8. Breathing the Night Away - 2:25
9. Desire - 5:38
10. Thorny Affair - 3:10
11. Daybreak - 4:07

## Formazione
- Edgar Froese: sintetizzatori, tastiere, chitarra elettrica.
- Christopher Franke: sintetizzatori, tastiere, drum machine.
- Johannes Schmoelling: sintetizzatori, tastiere.